# Katie Moon
Kathryn Elizabeth Moon, nata Nageotte, detta Katie (Lakewood, 13 giugno 1991), è un'astista statunitense, campionessa olimpica a Tokyo 2020.

## Palmarès
| Anno | Manifestazione      | Sede       | Evento           | Risultato | Prestazione | Note                                    |
| ---- | ------------------- | ---------- | ---------------- | --------- | ----------- | --------------------------------------- |
| 2015 | Campionati NACAC    | San José   | Salto con l'asta | Bronzo    | 4,30 m      |                                         |
| 2018 | Mondiali indoor     | Birmingham | Salto con l'asta | 5ª        | 4,70 m      |                                         |
| 2018 | Campionati NACAC    | Toronto    | Salto con l'asta | Oro       | 4,75 m      | Record dei campionati                   |
| 2019 | Giochi panamericani | Lima       | Salto con l'asta | Argento   | 4,70 m      |                                         |
| 2019 | Mondiali            | Doha       | Salto con l'asta | 7ª        | 4,70 m      |                                         |
| 2021 | Giochi olimpici     | Tokyo      | Salto con l'asta | Oro       | 4,90 m      |                                         |
| 2022 | Mondiali indoor     | Belgrado   | Salto con l'asta | Argento   | 4,75 m      |                                         |
| 2022 | Mondiali            | Eugene     | Salto con l'asta | Oro       | 4,85 m      | Miglior prestazione mondiale stagionale |
| 2023 | Mondiali            | Budapest   | Salto con l'asta | Oro       | 4,90 m      | =                                       |
| 2024 | Mondiali indoor     | Glasgow    | Salto con l'asta | Bronzo    | 4,75 m      |                                         |
| 2024 | Giochi olimpici     | Parigi     | Salto con l'asta | Argento   | 4,85 m      | =                                       |

## Altre competizioni internazionali
2018
- Argento all'Athletics World Cup ( Londra), salto con l'asta - 4,68 m

2023
- Vincitrice della Diamond League nella specialità del salto con l'asta